# Hastenrath (Eschweiler)
Hastenrath is een plaats in de Duitse gemeente Eschweiler, deelstaat Noordrijn-Westfalen, en telt 1200 inwoners.